# Русская улица (Владивосток)

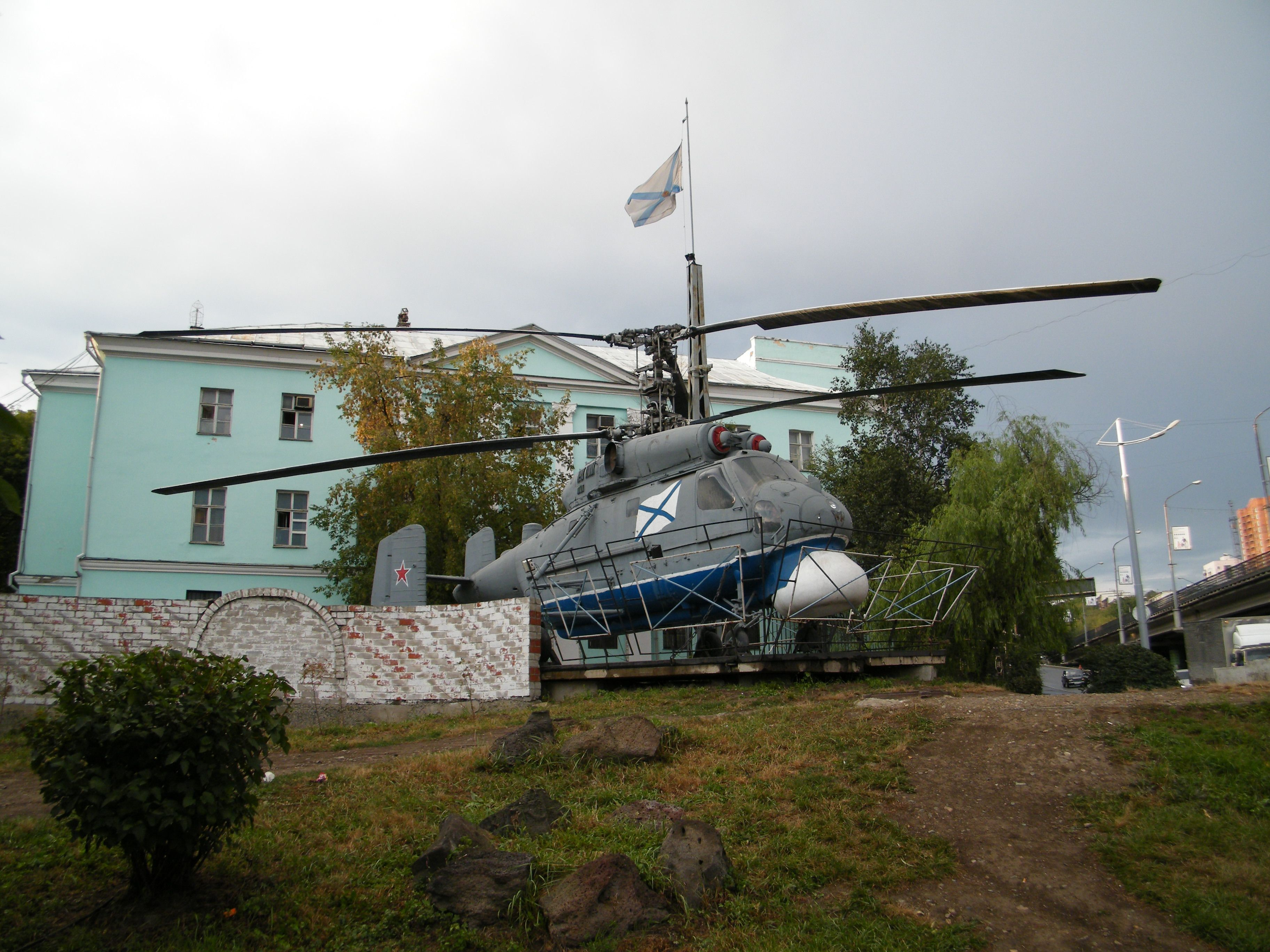
Корабельный вертолёт Ка-25 на ул. Русская

Ру́сская у́лица — улица во Владивостоке. Наиболее протяженная улица в микрорайоне Вторая Речка.

## Объекты
- Магазин бытовой техники «В-Лазер» (дом 5)
- Администрация Советского района (дом 19)
- Кинотеатр «Нептун» (дом 41)
- Первое 16-этажное жилое здание Владивостока (дом 48)
- Магазин «Боцман», компания «1000 размеров» (дом 92А)
- Завод «Варяг»
- Автовокзал
- Станция Вторая Речка
- Универсам